# Nicolas Bonaventure
Pour les articles homonymes, voir Bonaventure.
Nicolas Melchiadès Bonaventure (Thionville, 7 octobre 1753 - Jette, 24 avril 1831) est un juge sous l'Empire français et maire sous le royaume uni des Pays-Bas. 

## Cycle de la vie
Le père Georges Bonaventure soldat dans l'armée française demeure aux Pays-Bas méridionaux à partir de 1747, où il récupère de blessures subies pendant le siège de Maastricht par les Français. Il rencontre dans le Tournaisis Madeleine Duvivier. Après leur mariage, il s'installe à Thionville où naît Georges Bonaventure et il devient maître boulanger. À sa mort en 1769, la veuve retourne à Tournai avec ses enfants. 
Nicolas vient de terminer ses études secondaires au collège de Metz et il étudie le droit à Louvain à partir de 1772. Il ne passe pas inaperçu car, à peine âgé de vingt ans, il fonde une loge maçonnique avec quelques camarades. Les nombreux tapages nocturnes qu'ils causent conduisent à des plaintes du gouvernement universitaire, et les activités de la loges sont interdites par le gouvernement civil. 
En 1775, Bonaventure s'établit comme avocat à Tournai et se fait citoyen de la ville. En 1783, il devient conseiller adjoint. 
Pendant la révolution brabançonne, il est reste employé par les magistrats de Tournai. Il est souvent envoyé à Bruxelles en tant que leur représentant, et participe aux délibérations des États généraux. Lorsque les Autrichiens reviennent, Bonaventure survit à Tournai. Il défend les intérêts de Tournai contre le gouvernement impérial à Bruxelles. 

## Période française
Il est acquis à la Révolution française et lorsque l'armée française se porte volontaire en novembre 1792, Bonaventure est prêt à remettre les clés de la ville. Il reçoit désormais une place de choix parmi les responsables de la ville. Pendant la deuxième restauration autrichienne, il est à nouveau retraité. En juin 1794, il est de nouveau prêt à faciliter la prise de contrôle de Tournai par les Français. 
Il devient membre de l' administration centrale en Belgique et coopère avec les Français dans tous les domaines. Après l'attachement des Pays-Bas méridionaux à la France le 1er octobre 1795, Bonaventure siège au Conseil de gouvernement, organe consultatif provisoire dissout en novembre 1795. 
Il choisit ensuite de devenir président du tribunal correctionnel de Bruxelles. Il devient rapidement connu pour son attitude critique envers le Directoire. Il est également poursuivi par le gouvernement, qui l'a licencié en tant que président du tribunal correctionnel lorsqu'il s'est avéré qu'il était candidat au Conseil des cinq cents en 1797. Il a quand même été élu et s'est rendu à Paris pour y siéger. Il a notamment critiqué le Directioire pour la vente des biens nationaux, ce qui ne l'a pas empêché d'en acheter lui-même et de devenir assez riche. Il a notamment acheté le domaine de l'abbaye de Dielegem à Jette. 
Le consulat marque la fin de son mandat parlementaire et il redevient magistrat à Bruxelles: conseiller à la cour d'appel et président du tribunal correctionnel du département de la Dyle . 
Il devient un notable en vue. En 1804, il devint chevalier de la Légion d'honneur française et en 1811, il est inclus dans l'Empire comme baronnet. Il devient l'un des plus riches du département, faisant de lui un membre du collège électoral départemental. Son revenu annuel est estimé entre 40 et 50 000 francs.

## Fort vent de face
Vers la même époque, cependant, il est jugé très défavorablement par le procureur général Frans Jozef Beyts. Dans son rapport général sur les magistrats bruxellois, il écrit que Bonaventure fréquente fréquemment les pubs et discute des affaires judiciaires en cours. Il l'a également accusé d'être à la base des allégations qui auraient amené à tort quatre cents notables devant les tribunaux. 
Vers la même époque, Constantini, le maire de Bonifacio sur l'île de Corse, rédige un rapport confidentiel pour Napoléon, dans lequel il émet des jugements très négatifs sur la plupart des membres de la magistrature bruxelloise. Un rapport secret sur les magistrats est même demandé à la police de Bruxelles. Leur opinion sur de nombreux magistrats est très négative. La police écrit à propos des partis pris de Bonaventure et de sa fortune. 

## Maire et industriel
Bien qu'il ait envoyé une déclaration de défense au gouvernement, Bonaventure n'est pas reconduit dans ses fonctions et disparait des tribunaux. Il devient citoyen civil mais est nommé maire de Jette-Ganshoren en novembre 1812 et conserve cette fonction jusqu'à sa mort. Il y vit dans le château qu'il construit en 1800. 
En plus de gérer ses propriétés importantes, Bonaventure devient également un industriel en raison de son intérêt pour le charbon. À partir de 1806, avec Warocqué, il commence à exploiter la mine l'Olive à Morlanwelz. Après avoir fusionné avec deux autres sociétés, c'est devenue une entreprise prospère. Il devient également copropriétaire des mines Petit Forêt en Les Cembles à Châtelineau . 
Resté célibataire, l'héritage de ses deux sœurs s'élève à plus de 800 hectares de propriété. Avec les intérêts, les obligations et les actions, cela représente plus de 2 millions de francs-or.
Le château (devenu par la suite un bâtiment scolaire) et le parc qui a été construit autour de celui-ci (propriété de la commune) sont protégés en tant que patrimoine immobilier depuis 2000. 

## Publications
- Livre noir de Tournay ou correspondance du ci-devant gouvernement autrichien de Bruxelles avec ses agents subalternes  dans la province du Tournaisis, Doornik, 1790.
- Mémoire des bateliers de Tournai sur la navigation interne, Doornik, 1791.
- Réflexions sur la motion d'ordre faite par le représentant Bonaventure (...) à la séance du 19 Prairial, An V.